# Domplatz (Limburg an der Lahn)

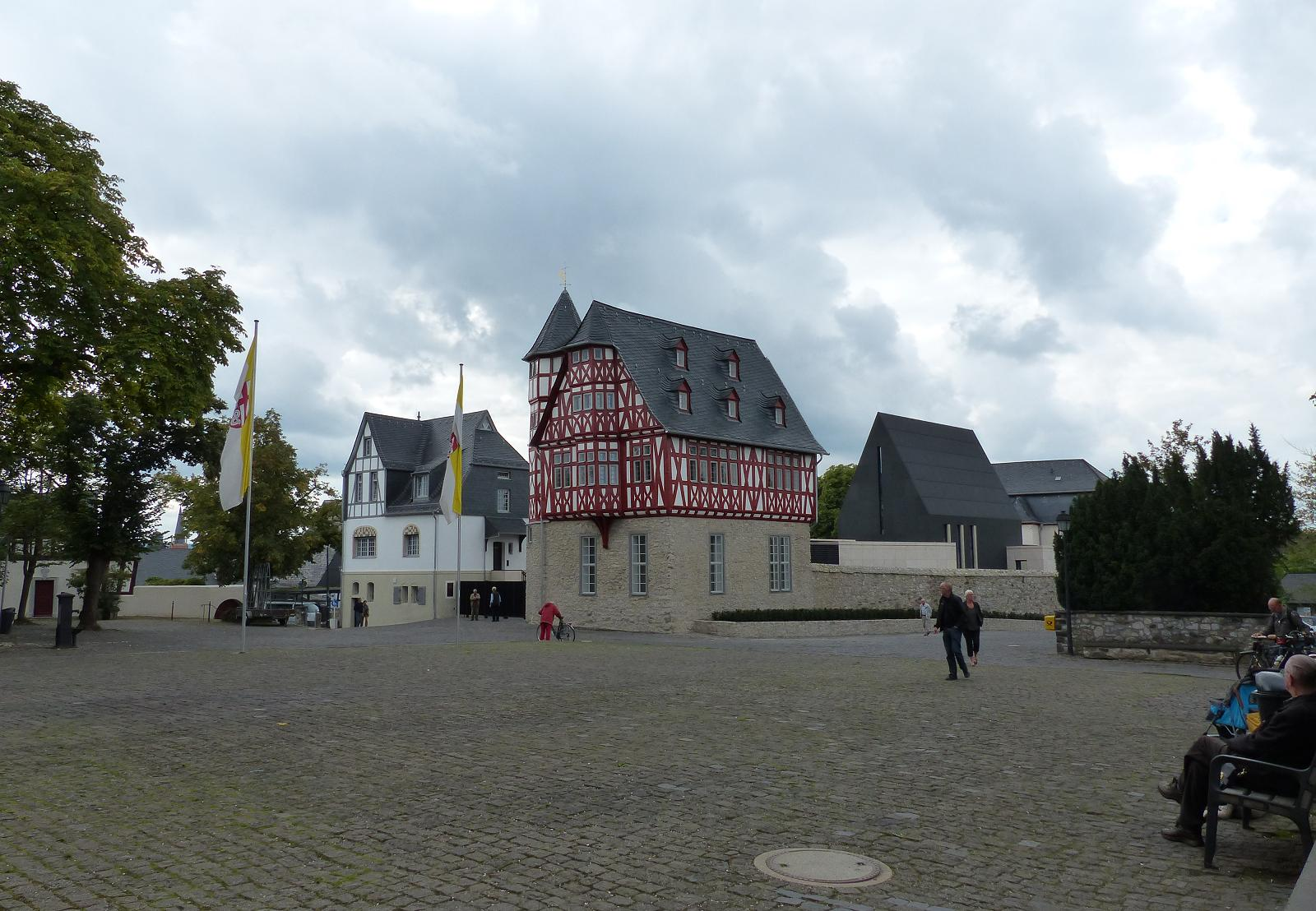
Diözesanes Zentrum Sankt Nikolaus mit Domküsterhaus, Haus Staffel und der neu erbauten St.-Maria-Kapelle an der Süd-Westseite des Domplatzes (2013)

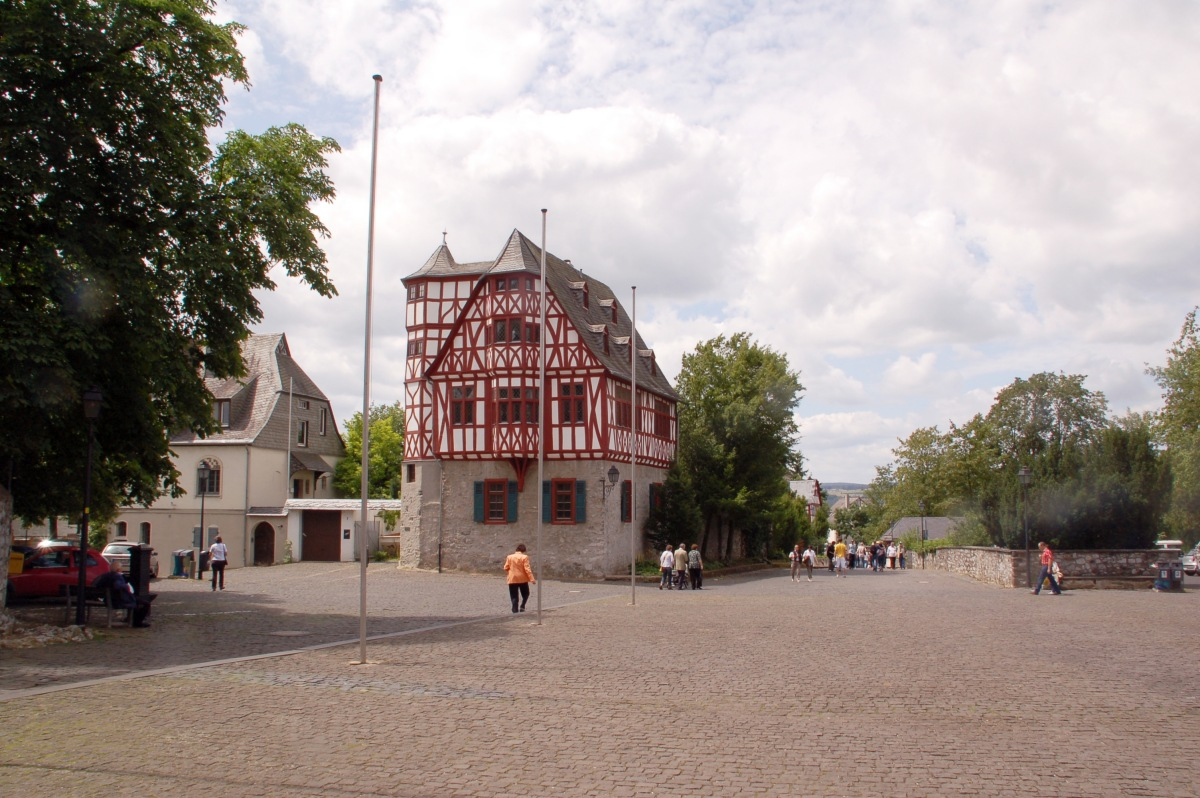
Westseite des Domplatzes mit Mündung der Domstraße vor Umbau und Sanierung (2007)

Der Domplatz ist ein Platz in der Altstadt der mittelhessischen Stadt Limburg an der Lahn, unmittelbar vor der Westfassade des St.-Georg-Doms. Der Platz sowie alle anliegenden Bauten und Anlagen sind Teil der Gesamtanlage Altstadt und Frankfurter Vorstadt und stehen unter Denkmalschutz.

## Lage und Umgebung

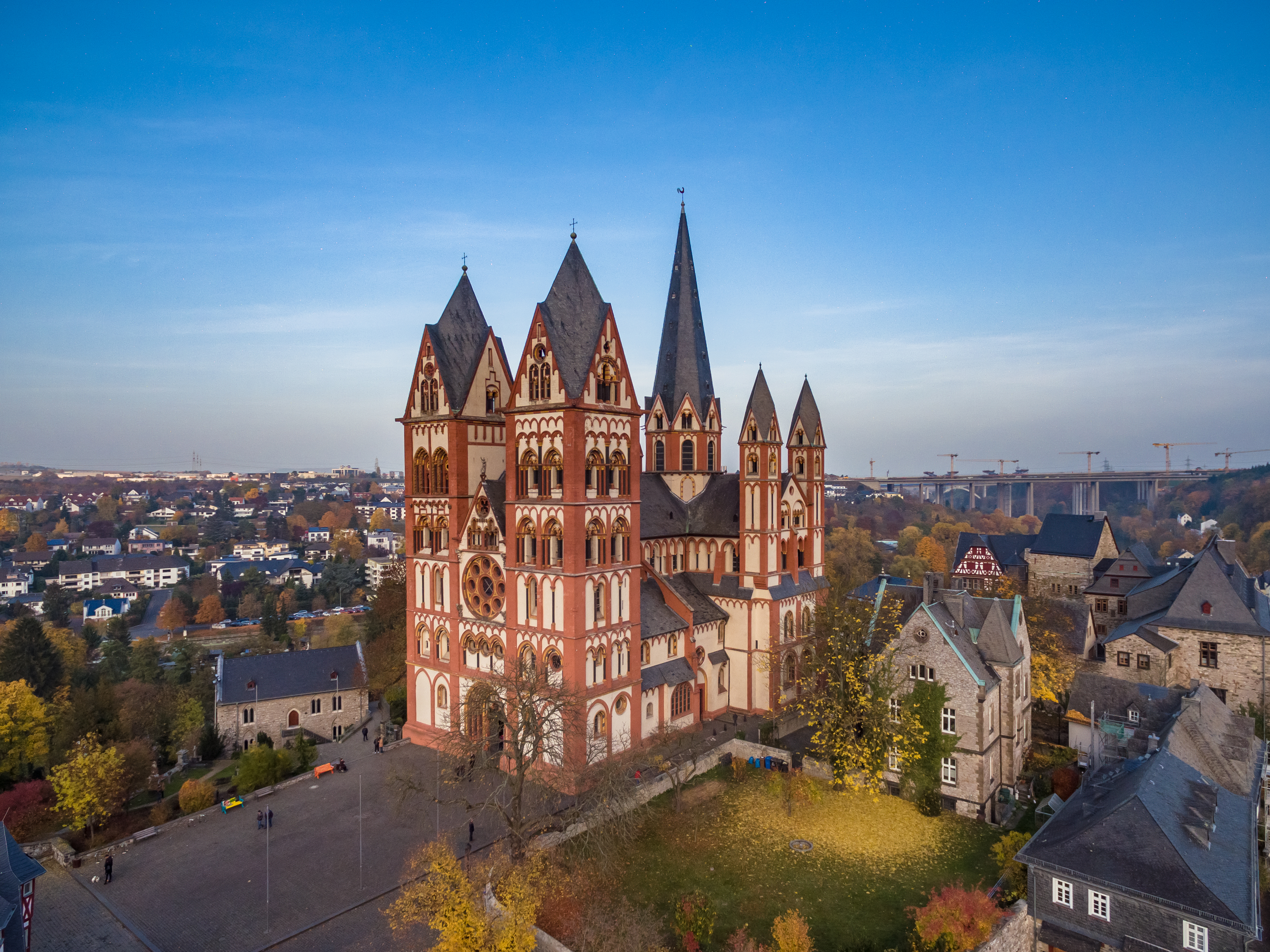
Luftaufnahme von Südwest

Die Nordseite des Domplatzes wird vollständig vom ehemaligen Dom- und Stadtfriedhof eingenommen, auf dessen Gelände sich die Karnerkapelle St. Michael sowie die Grablege der Domherren befinden. Im Osten grenzt unmittelbar an die Anlage der Limburger Dom, an dessen Südfassade die Zufahrt zum Limburger Schloss verläuft.
In seiner südöstlichen Ecke wird der Domplatz durch die Gartenanlage des Dompfarrhauses begrenzt, nach Süden hin gehen die Große und Kleine Domtreppe ab, die Richtung Roßmarkt, Bischofsplatz und Kornmarkt führen. Flankiert wird diese Einmündung von den Häusern Domplatz 5 und dem ehemaligen Domküsterhaus, die ebenso wie das benachbarte, platzbildprägende Haus Staffel (Alte Vikarie) unter Denkmalschutz stehen.
Nach Westen hin geht der Domplatz in die Domstraße über, auf der Südseite der Einmündung befindet sich hinter einer hohen Bruchsteinmauer die 2012 fertiggestellte St.-Maria-Kapelle, wie Domküsterhaus und Haus Staffel Teil des 2013 fertiggestellten Diözesanes Zentrums Sankt Nikolaus des Bistums Limburg.